# Wapen van Schoonhoven
Het wapen van Schoonhoven werd op 24 juli 1816 door de Hoge Raad van Adel aan de Zuid-Hollandse gemeente Schoonhoven in gebruik bevestigd, een aangepast wapen werd op 25 maart 1933 bij Koninklijk Besluit verleend en op 10 mei 1933 door de minister van Justitie toegekend.
Het wapen bleef in gebruik tot op 1 januari 2015 de gemeente opging in de nieuw gevormde gemeente Krimpenerwaard. In het wapen van Krimpenerwaard werd in het eerste kwartier een klimmende leeuw opgenomen, zoals voorkomend in het wapen van de voormalige gemeente Schoonhoven.

## Geschiedenis

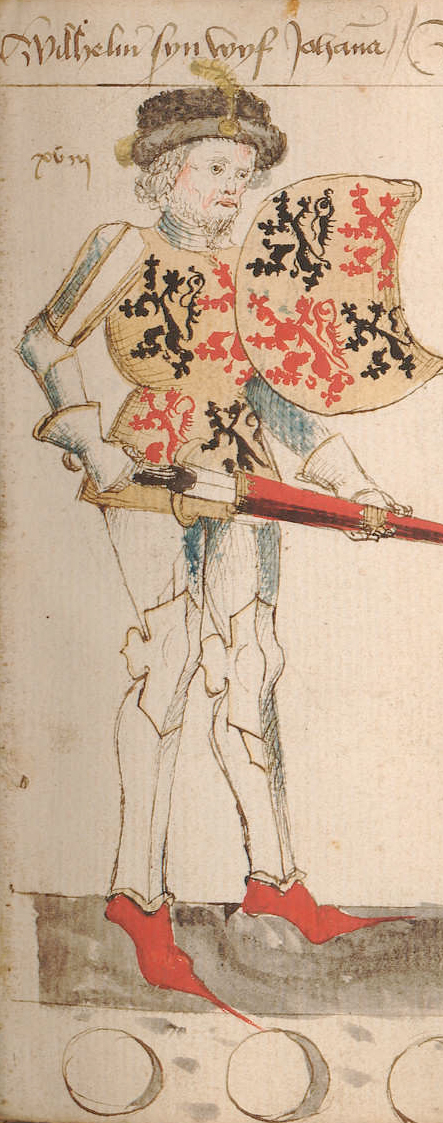
Graaf Willem van Holland-Henegouwen

Het oudst bekende zegel van de stad dateert uit 1323. Op het zegel wordt een burcht met twee torens afgebeeld, met boven de burcht een gevierendeeld wapen met vier leeuwen. Deze burcht zal het door Jan I van der Lede in de 13e eeuw gebouwde kasteel zijn dat voorheen bij Schoonhoven stond. 
Het wapen is ontleend aan dat van de graven van Holland-Henegouwen. Graaf Willem III van Holland (1287-1337) werd in 1304 graaf van Henegouwen, hij was de eerste die met de vier leeuwen zegelde, twee rode voor Holland en twee zwarte voor Henegouwen. Hij was van 1304 tot 1310 heer van Schoonhoven.

## Blazoenering

### Wapen van 1816
De blazoenering van het wapen van 24 juli 1816 is als volgt:
Gevierendeeld; het eerste en vierde van zilver, beladen met een klimmende leeuw van keel; het tweede en derde van zilver, beladen met een klimmende leeuw van sabel.
De heraldische kleuren zijn zilver (wit), keel (rood) en sabel (zwart). Het schild is gevierendeeld met in het eerste en vierde kwartier een klimmende rode leeuw, en in het tweede en derde kwartier een klimmende zwarte leeuw. Het schild is onbekroond.

### Kleurvolgorde
De volgorde van de leeuwen is onderdeel van discussie geweest. Op diverse plaatsen zijn de kleuren van de leeuwen op het wapen omgedraaid, namelijk een zwarte leeuw in het eerste en vierde kwartier en een rode leeuw in het tweede en derde kwartier. Van de indeling met de zwarte leeuw in het eerste kwartier zijn maar twee bronnen bekend, namelijk een boek uit 1632 en een plattegrond uit 1648. Van de indeling met de rode leeuw in het eerste kwartier zijn zeventien bronnen bekend. Een van deze bronnen is een van de 16e-eeuwse glas-in-loodramen van de Sint-Janskerk in Gouda. Hier is glas 1, geschonken in 1596, de oudst bekende afbeelding van het wapen. Het wapen van Holland-Henegouwen, waar de oorsprong van het wapen van Schoonhoven ligt, kent eveneens een rode leeuw in het eerste kwartier. Dit is bijvoorbeeld zichtbaar in het (verwante) wapen van Rotterdam. De kleurvolgorde leidde ook binnen de gemeente geregeld tot discussie. In 1932 besloot het gemeentebestuur de kleurvolgorde van de leeuwen om te draaien.

### Wapen van 1933
De blazoenering van het wapen van 25 maart 1933 is als volgt:
Gevierendeeld; I en IV in zilver een leeuw van sabel; II en III in zilver een leeuw van keel.
Dit wapen is identiek aan het wapen van 1816, behalve de aanpassing van de kleurvolgorde van de leeuwen.

## Verwante wapens

Wapen van gemeente Krimpenerwaard, met de leeuw in het eerste kwartier
Wapen van Holland en Henegouwen
Wapen van Rotterdam, met liggende in plaats van klimmende leeuwen

## Vergelijkbare wapens
Wat betreft de zwarte en/of rode leeuwen, al dan niet op een achtergrond van zilver vertoont het wapen gelijkenis met onderstaande wapens. De gelijkenis is mogelijk terug te voeren op het wapen van Holland-Henegouwen of het baljuwschap land van Blois.

Wapen van Krommenie
Wapen van Ilpendam
Wapen van Uitgeest
Wapen van Limmen
Wapen van Zaandijk